# Maronia celadon
Maronia celadon là một loài bướm đêm trong họ Noctuidae.